# 함양 안국사 목조관음보살좌상
함양 안국사 목조관음보살좌상(咸陽 安國寺 木造觀音菩薩坐像)은 대한민국 경상남도 함양군 마천면 가흥리, 안국사에 있는 조선시대의 불상이다. 2008년 1월 10일 경상남도의 문화재자료 제429호로 지정되었다.

## 개요
이 보살 좌상은 조선후기 삼존불 중 협시상은 규모만 달리 하거나 본존불의 표현방식을 따르되 좀 더 단순화되는 것이 일반적이나 안국사 목조관음좌상은 군의 단 처리나 소매 처리 등에서 본존과는 다른 표현법을 시도하고자 하였다. 아울러 높이 솟은 머리와 실제의 머리처럼 묶어 올린 보계는 이 불상 조각가만의 특징이라 할 수 있을 정도이다. 아울러 이와 유사한 특징의 불상들이 부산이나 전라도 지역에서 조사된 자료가 보고되고 있어 조각승의 계보 혹은 유파문제를 파악할 수 있는 좋은 자료로 생각된다.

## 참고 문헌
- 함양 안국사 목조관음보살좌상 - 국가유산청 국가유산포털